# Чорново
Чорново (грч. Φυτεία, Фитија) је насељено место у општини Бер у периферији Средишња Македонија, Грчка. Према попису из 2021. године било је 263 становника.
Према бугарском географу и историчару, Василу Канчову, у Чорнову је 1900. године живело 280 Словена хришћана. Македонски историчар Тодор Симовски, 1998. године наводи да је Чорново словенско насеље.